# André do Amaral
André do Amaral (Oliveira do Hospital, Oliveira do Hospital, c. 1450/1455 – depois de 1523/c. 1525) foi um religioso, militar, político e diplomata português.

## Biografia
Frei André do Amaral era filho primogénito de Martim Gonçalves do Amaral ou Martim Gonçalves Pereira, nascido cerca de 1415 em Midões e falecido em Midões, Fidalgo, Senhor da Casa de Midões, e de sua mulher Mécia Rodrigues Homem ou Mécia Dias Homem, filha de Diogo Álvares Homem, a quem sucedeu no Morgado e Capela instituídos por seu bisavô em linha directa o guerreiro Cavaleiro Domingos Joanes, de Oliveira do Hospital, onde jaz em túmulo com estátua equestre e suas armas, usadas por seus descendentes, os do Amaral ditos de Touriz, lugar da Freguesia da Vila de Midões.
Chanceler-Mor, Embaixador e Conservador-Geral da Ordem de Rodes (depois de Malta), e nela Comendador de Vera Cruz, Ansemil, Chavão, Vila Cova, Alcafache e Fontelo. Foi um dos Substitutos dos Procuradores do Tesouro no Quarto Capítulo-Geral do Grão-Mestre Pierre d'Aubusson em Rodes, Conservador Conventual, General das Galés de Religião e Embaixador Extraordinário do Grão-Mestre Philippe Villiers de l’Isle-Adam para tratar com o Governo de D. Manuel I de Portugal de negócios relativos ao Priorado do Crato contra o Provimento do 1.º Conde de Tarouca, D. João de Meneses.
Frei André do Amaral foi, também, do Conselho de D. Manuel I de Portugal.
A 21 de Novembro de 1513, D. Manuel I deu privilégio para que todos, incluindo os homiziados, os frequentadores da feira anual de Vera Cruz, para que possam ir, estar e voltar a suas casas com segurança, três dias antes e três depois da feira. André do Amaral, enviado do Grão-Mestre por seu Embargador e Comendador, mostrou uma Carta de D. Afonso V de Portugal concedendo o mesmo privilégio.
A 7 de Fevereiro de 1514, Frei André do Amaral, Chanceler de Rodes e Embaixador do Grão-Mestre, tendo em conta os serviços prestados, não só a el-Rei como a Deus e à Religião, quando, como Capitão da Armada dos Cristãos, tomou e desbaratou a armada do Turco que ia carregar de madeira para as galés e navios do Sultão, destinados a danificar as Armadas e coisas da Índia, foi nomeado Conselheiro d'el Rei, com todas as honras e graças, privilégios, mercês e franquezas inerentes aos do Conselho Régio.
A 23 de Abril de 1515, Frei André do Amaral, do Conselho d'el-Rei, Chanceler-Mor e Embaixador de Rodes, Comendador da Vera Cruz, etc, da linhagem dos de Domingos Joanes de Oliveira do Hospital, teve mercê feita por D. Manuel I de Carta de Armas com seu brasão, com os respectivos privilégios, liberdades, honras, graças e mercês. Posto que Domingos Joanes não fosse da linhagem dos do Amaral, assim se encontram classificadas na Armaria Portuguesa, do erudito Anselmo Braamcamp Freire. Outorgou a petição do beneficiário, depois de feita inquirição por Índia, Rei de Armas. Ficou provado o beneficiário ser filho legítimo de Martim Gonçalves do Amaral e de Mícia Dias, neto de Catarina Vicente, trineta de Domingos Joanes. O diploma descreve as armas de acordo com as que se encontram na sepultura de Domingos Joanes, sita na igreja de Santa Cruz de Oliveira do Hospital. Contudo, há aqui qualquer confusão ou erro de redacção, pois Mécia (Mícia) Dias (Homem) é que era trineta de Domingos Joanes. As Armas de Domingos Joanes são as seguintes: de azul, uma aspa firmada de prata, acompanhada de quatro flores-de-lis de ouro; timbre: uma aspa de prata com uma das flores-de-lis de ouro entre os braços superiores.
A 12 de Dezembro de 1515, D. Manuel I doou a Frei André do Amaral, do seu Conselho, Chanceler-Mor e Embaixador de Rodes, uma fazenda que pertencia a seu irmão Afonso Eanes, aliás Afonso Anes do Amaral, lavrador e morador em Midões, que a perdeu por a ter adquirido de forma ilícita pela morte de Vicente Vaz.
Frei André do Amaral instituiu em Tourais um Morgado com Capela na Igreja Matriz de Midões, onde jaz em túmulo com suas armas.
Durante o Cerco de Rodes pelos Turcos do Império Otomano em 1522, Frei André do Amaral foi acusado de manter correspondência secreta com o Sultão e Califa Solimão I, o Magnífico, prometendo facilitar-lhe a entrada na ilha, o que lhe valeu ser decapitado por delito de traição. Jácome Bafio, na sua História da Religião de Malta, quando descreve a Tomada de Rodes, é o primeiro a atribuir a sua perda a uma traição movida por Frei André do Amaral e pelo seu criado Brás Dias. Todavia, outros Historiadores afirmam que tal traição não existiu, e não foi mais do que uma calúnia levantada pelos Cronistas, no intuito de serem agradáveis a Philippe Villiers de l’Isle-Adam, cuja eleição o Frade sempre contrariara. Vem, ainda, confirmar esta versão o facto de uns parentes seus, Bernardo Pais do Amaral e Lourenço de Albuquerque do Amaral Cardoso, serem admitidos na Ordem de Malta sem dispensações, porquanto tiradas as Inquirições e Provança, se provara que não existia Decreto algum na Ordem que punisse André do Amaral.
Era primo-tio de Pedro Rodrigues do Amaral.